# 麗瑤公共運輸交匯處
麗瑤公共運輸交匯處為一個位於新界葵青區荔景麗瑤邨的公共運輸交匯處，現時有3條巴士路線以此為總站，另有1條巴士路線途經。

## 總站路線資料

### 九龍巴士45線
- 葵涌（麗瑤邨） ↔ 九龍城碼頭

於1976年3月1日投入服務，1991年2月20日延長至此，途經土瓜灣、紅磡、何文田、旺角、深水埗、長沙灣、美孚新邨、華荔邨、清麗苑、瑪嘉烈醫院、祖堯邨及港鐵荔景站。

### 九龍巴士46線
- 葵涌（麗瑤邨） ↔ 佐敦（西九龍站）

於1977年1月17日投入服務，途經佐敦、油麻地、旺角、深水埗、長沙灣、美孚新邨、華荔邨、清麗苑、瑪嘉烈醫院、祖堯邨及港鐵荔景站。

### 九龍巴士246R線
- 佐敦（匯民道） → 葵涌（麗瑤邨）

### 九龍巴士265M線
- 天水圍（天恆邨） ↔ 葵涌（麗瑤邨）

於2001年4月1日投入服務，途經天逸邨、天富苑、天晴邨、嘉湖山莊美湖居、天慈路、元朗公路、大欖隧道、屯門公路、荃灣、大窩口站、葵興及葵芳。

## 途經路線資料

### 九龍巴士30線
- 荃威花園 ↔ 長沙灣

於1973年7月16日投入服務，途經荃景圍、荃灣市中心、大窩口站、葵興、葵芳、麗瑤邨、港鐵荔景站、祖堯邨、瑪嘉烈醫院、清麗苑、華荔邨及美孚新邨。

## 外部連結
- 九巴（页面存档备份，存于）
- 香港巴士大典上的相关条目：麗瑤總站